# Euselasia chrysippe
Euselasia chrysippe är en fjärilsart som beskrevs av Bates 1866. Euselasia chrysippe ingår i släktet Euselasia och familjen Riodinidae. Inga underarter finns listade i Catalogue of Life.

## Bildgalleri

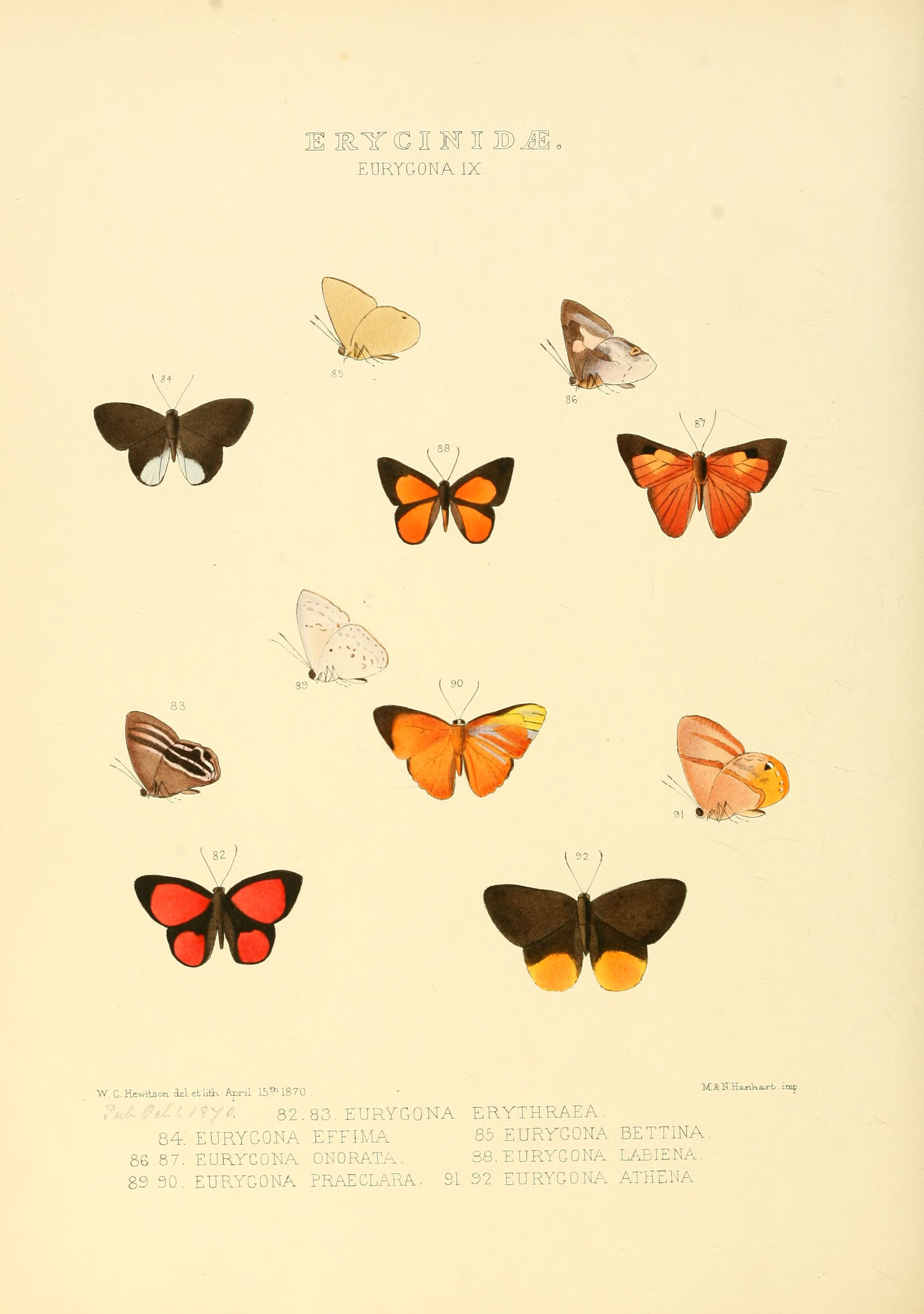